# Franz Commer
Franz Commer (Colonia, 1813 - 1887) fue un musicólogo alemán.

## Trayectoria
A la edad de 15 años, siendo alumno de Kubel y Klein, fue nombrado organista de la Iglesia de los Carmelitas y poco después entró a formar parte del coro de la catedral. Completó su educación musical en Berlín con A. W. Bach y Marx.
Su principal labor comenzó cuando fue nombrado bibliotecario de la Academia Real, donde procedió a la exhumación de numerosas obras de los siglos XVI y XVII reunidas en la colección Forkel. Su primera edición, con el título de Música Sacra es de 1839 en cuatro volúmenes. A él le corresponde haber recuperado para la posterioridad el Canon en Re mayor de Pachelbel.
Como compositor estrenó en 1842 Las Ranas, sobre el texto de Aristófanes y, al año siguiente, Electra de Sófocles. Como editor, su labor más importante se desarrolló en Holanda.
- Datos: Q4229780